# Foces de Benasa y Burgui
Foces de Benasa y Burgui este o arie protejată (arie de protecție specială avifaunistică — SPA) din Spania întinsă pe o suprafață de 4.348,96 ha, integral pe uscat.

## Localizare
Centrul sitului Foces de Benasa y Burgui este situat la coordonatele 42°41′48″N 1°03′17″W / 42.6967°N 1.0548°V.

## Înființare
Situl Foces de Benasa y Burgui a fost declarat arie de protecție specială avifaunistică în decembrie 1990 pentru a proteja 1 specie de plante și 31 de specii de animale.

## Biodiversitate
Situată în ecoregiunea mediteraneană, aria protejată conține 15 habitate naturale: Formațiuni stabile xerotermofile de Buxus sempervirens pe pante stâncoase (Berberidion p.p.), Păduri endemice cu Juniperus spp., Râuri de munte și vegetația lor lemnoasă cu Salix elaeagnos, Pajiști uscate seminaturale și facies de acoperire cu tufișuri pe substraturi calcaroase (Festuco-Brometalia) (* situri importante pentru orhidee), Păduri aluvionare cu Alnus glutinosa și Fraxinus excelsior (Alno-Padion, Alnion incanae, Salicion albae), Pante stâncoase calcaroase cu vegetație casmofită, Păduri de fag acidofile atlantice, cu subarboret de Ilex și, uneori, de asemenea, Taxus, la nivelul arbuștilor (Quercion robori-petraeae sau Ilici-Fagenion), Păduri de fag din Europa Centrală dezvoltate pe sol calcaros cu Cephalanthero-Fagion, Păduri de Quercus ilex și Quercus rotundifolia, Pajiști umede atlantice temperate cu Erica ciliaris și Erica tetralix, Lande oro-mediteraneene cu formațiuni endemice de grozamă, Grohotișuri termofile și vest-mediteraneene, Lacuri eutrofice naturale cu vegetație de tip Magnopotamion sau Hydrocharition, Matorral arborescenți cu Juniperus spp., Păduri iberice de Quercus faginea și Quercus canariensis.
La baza desemnării sitului se află mai multe specii protejate:
- plante (1): Narcissus asturiensis
- păsări (23): uliu porumbar (Accipiter gentilis), pescăruș albastru (Alcedo atthis), fâsă-de-câmp (Anthus campestris), acvilă de munte (Aquila chrysaetos), buha (Bubo bubo), caprimulg (Caprimulgus europaeus), șerpar (Circaetus gallicus), erete vânăt (Circus cyaneus), ciocănitoare neagră (Dryocopus martius), presură de grădină (Emberiza hortulana), șoim călător (Falco peregrinus), ciocârlan (Galerida cristata), zăgan (Gypaetus barbatus), vulturul pleșuv sur (Gyps fulvus), acvilă pitică (Hieraaetus pennatus), sfrâncioc roșiatic (Lanius collurio), ciocârlie de pădure (Lullula arborea), gaia neagră (Milvus migrans), gaia roșie (Milvus milvus), vultur egiptean (Neophron percnopterus), viespar (Pernis apivorus), Pyrrhocorax pyrrhocorax, silvie de tufiș (Sylvia undata)
- mamifere (2): liliacul mare cu potcoavă (Rhinolophus ferrumequinum), liliacul mic cu potcoavă (Rhinolophus hipposideros)
- nevertebrate (5): fluturele de noapte (Eriogaster catax), fluturele auriu (Euphydryas aurinia), Graellsia isabellae, rădașcă (Lucanus cervus), Rosalia alpina
- pești (1): Parachondrostoma miegii

Pe lângă speciile protejate, pe teritoriul sitului au mai fost identificate 1 specie de plante, 2 specii de amfibieni, 2 specii de pești, 1 specie de reptile.